# Acrocantossauro
Acrocanthosaurus (em português Acrocantossauro; latim para "lagarto de grande espinha") é um gênero de dinossauros terópodes que existiu onde hoje é a América do Norte durante as idades Aptiano e Albiano do período Cretáceo Inferior, há aproximadamente 125 a 100 milhões de anos. Como a maioria dos gêneros de dinossauros, o acrocantossauro possui apenas uma espécie, A. atokensis. Os restos de seus fósseis se encontram principalmente nos estados de Oklahoma, Texas e Wyoming (Estados Unidos), apesar de dentes atribuídos a ele terem sido encontrados a grande distância a leste, em Maryland.
Acrocanthosaurus foi um predador bípede. Como o nome sugere, ele é bem conhecido pelas grandes espinhas em muitas de suas  vértebras, que provavelmente apoiaram os músculos do animal ao longo do pescoço, costas e quadris. O Acrocanthosaurus foi um dos maiores terópodes, podendo chegar a 3,5 metros de altura, aproximando-se dos 11,5 metros de comprimento (38 pés) e pesando até cerca de 6,2 toneladas. Grandes pegadas feitas por terópodes encontradas no Texas podem ser de Acrocanthosaurus, embora não tenha sido encontrada ligação direta com restos ósseos.
Recentes descobertas anunciaram muitos detalhes de sua anatomia, permitindo estudos focalizados em sua estrutura cerebral e nas funções de seus membros anteriores. Acrocanthosaurus foi o maior terópode de seu ecossistema e provavelmente um superpredador, que provavelmente caçava grandes saurópodes, ornitópodes e anquilossauros.

## Descrição

Comparação entre um Acrocanthosaurus e um humano

O Acrocanthosaurus foi um dos maiores terópodes conhecidos que já existiram. O maior espécime conhecido (NCSM 14345) media aproximadamente 11,5 metros (38 pés) do focinho até a ponta da cauda e pesava de 5,7 a 6,2 toneladas, com um peso máximo de 7,25 toneladas, na faixa do possível para este espécime. Somente o seu crânio tinha o comprimento de aproximadamente 1,3 metro (4,3 pés).

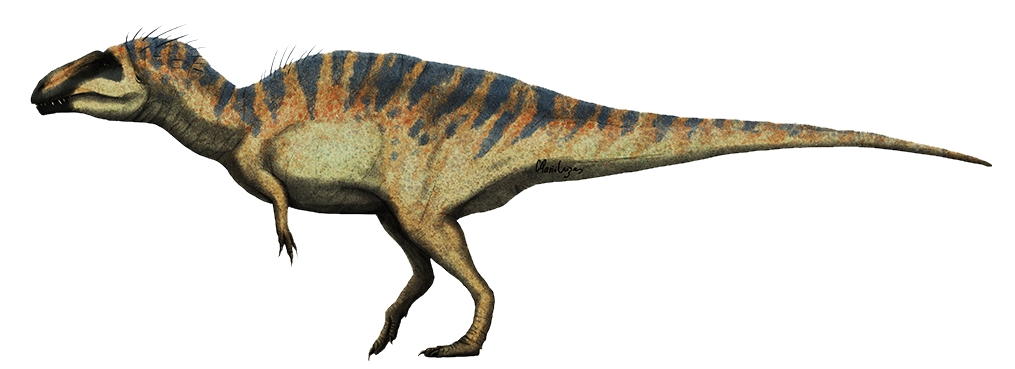
Representação artística do animal em vida

O crânio do Acrocanthosaurus, como o da maioria dos outros alossauróides, era longo, baixo e estreito. A abertura para redução de peso na frente da cavidade ocular (fenestra anterorbital) era bem grande, com mais de um quarto do comprimento do crânio e dois terços de sua altura. A superfície exterior da maxila (parte superior do osso maxilar) e a superfície superior do osso nasal sobre o focinho não eram tão ásperas como as dos Giganotosaurus ou dos Carcharodontossaurus. Pequenos e baixos cumes surgem a partir dos ossos nasais, correndo ao longo de cada lado do focinho a partir da narina até a parte de trás do olho, onde são continuados no osso lacrimal. Esta é uma característica de todos os alossaurídeos. Diferentemente dos alossauros, eles não possuíam uma crista proeminente no osso lacrimal na frente do olho. Os ossos lacrimais e postorbitais ficavam unidos para formar uma sobrancelha grossa sobre o olho, como pode ser visto nos carcharodontossauros e nos não relacionados abelissaurídeos. Eles tinha dezenove dentes, curvos e serrados, alinhados de cada lado da mandíbula superior, contudo, uma contagem dentária para a parte inferior ainda não foi publicada. Os dentes do Acrocanthosaurus eram mais largos do que aqueles do Charcharondotassauro e não tinham a textura enrugada que caracteriza os carcharodontosaurídeos. A mandíbula era quadrada na ponta frontal, como nos Giganotosaurus, e rasa, enquanto no resto se tornava bem funda. Acrocanthosaurus e Giganotosaurus possuíam uma grossa elevação horizontal na superfície exterior do osso surangular, abaixo da articulação craniana.

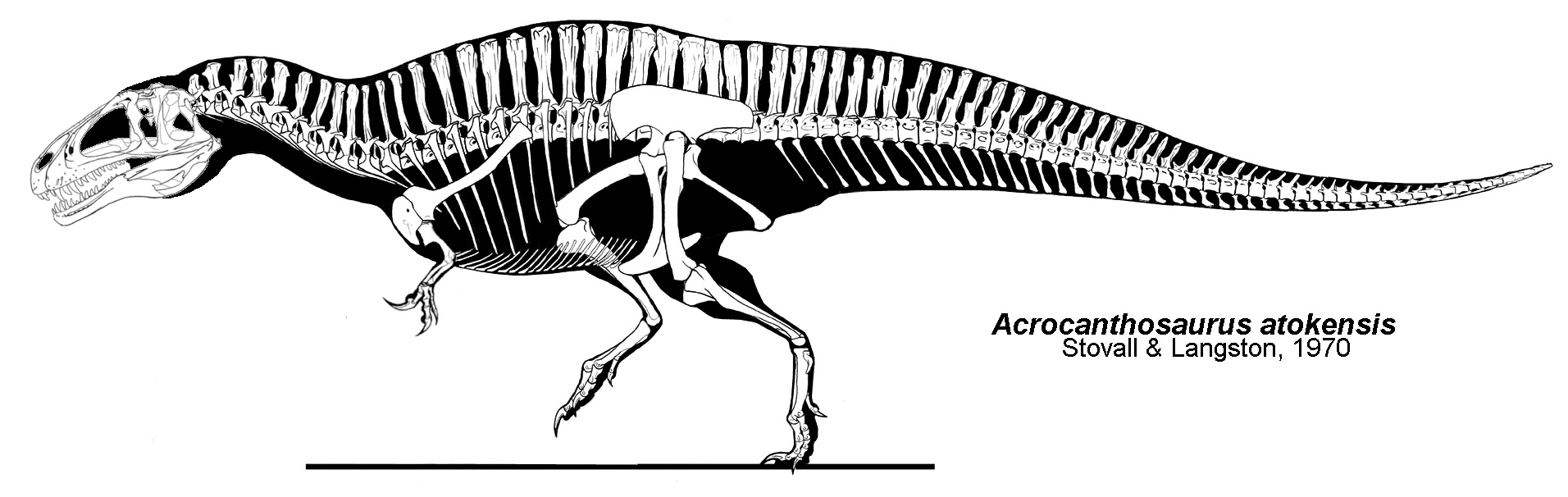
Diagrama do esqueleto do Acrocanthosaurus

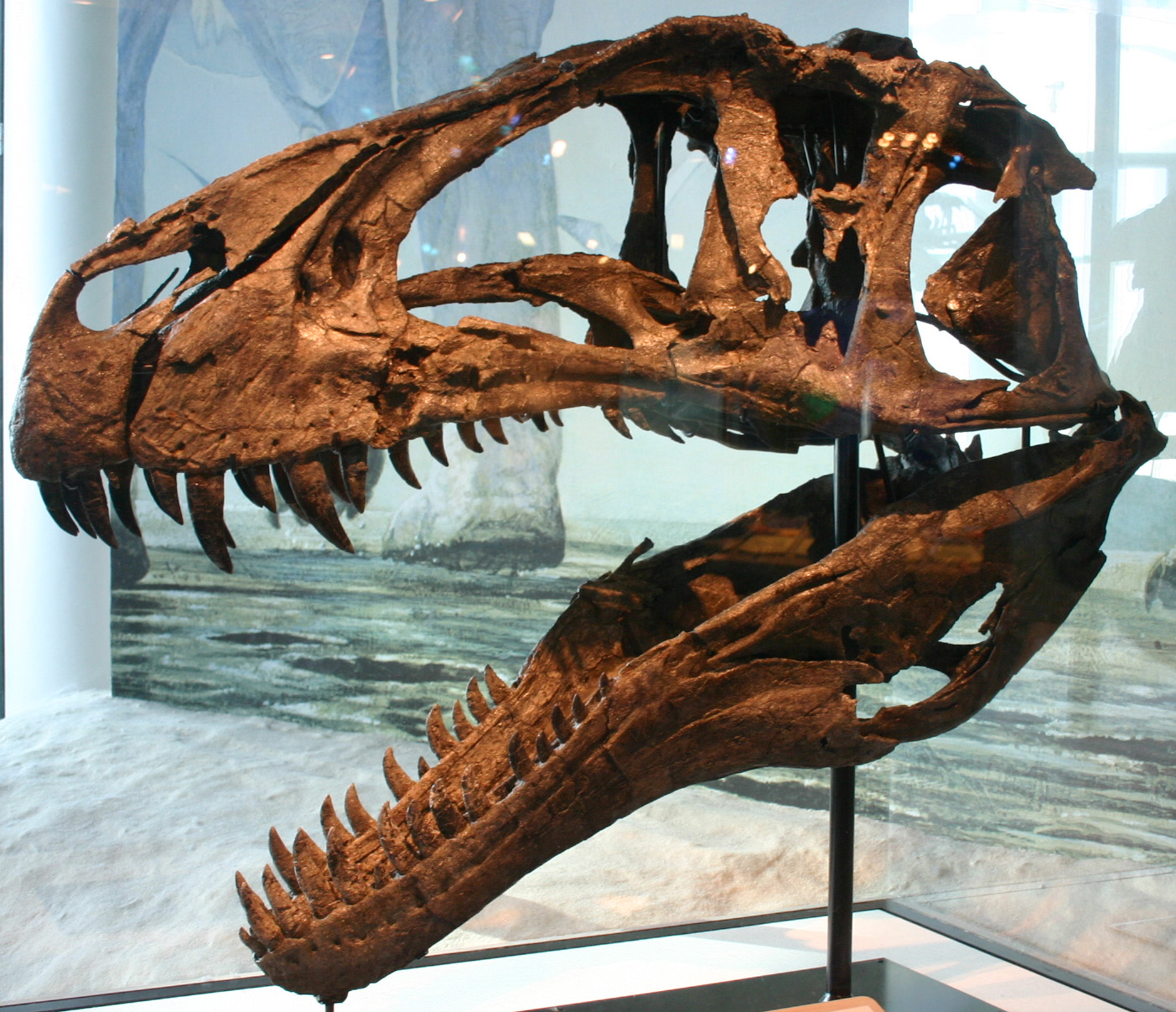
Crânio fossilizado de Acrocanthosaurus

A característica mais marcante do Acrocanthosaurus era sua fileira de altas espinhas neurais, localizada nas suas vértebras do pescoço, costas, quadris e parte superior da cauda, que podiam ter até 2,5 vezes a altura das vértebras das quais se estenderam. Outros dinossauros também tinham espinhas estendidas nas costas, algumas muito maiores do que as do Acrocanthosaurus. Por exemplo, o não relacionado Spinosaurus tinha espinhas de quase 2 metros (6,6 pés) de altura, aproximadamente 11 vezes mais altas do que as suas vértebras. As partes mais baixas da espinha tinham ligações com poderosos músculos como aqueles dos bisões modernos, provavelmente formando um alto e grosso cume costas abaixo. A função das espinhas continua desconhecida, apesar de elas terem provavelmente sido envolvidas em comunicação, armazenagem de gordura, músculos e controle de temperatura. Todas as suas vértebras cervicais (pescoço) e dorsais (costas) tinham depressões proeminentes dos lados, enquanto as vértebras caudais (cauda) tinham depressões menores, o que é mais similar aos carcharodontosaurídeos do que ao Allosaurus.
Com exceção de sua coluna vertebral, o Acrocanthosaurus tinha um esqueleto típico de um alosaurídeo. Ele era bípede, com uma cauda longa e pesada para contrabalançar sua cabeça e corpo, mantendo seu centro de gravidade em cima dos quadris. Seus membros anteriores eram relativamente mais curtos e robustos do que os de um Allosaurus, apesar de possuírem estruturas similares: cada pata tinha três dedos com garra. Diferentemente de muitos dinossauros menores, seu fêmur era mais longo do que sua tíbia e metatarsos, sugerindo que ele não era um corredor rápido. Não surpreendentemente, seus ossos das pernas traseiras eram proporcionalmente mais robustos do que os de seu parente Allossaurus. Seus pés tinham quatro dedos cada, apesar de, como é típico aos terópodes, o primeiro ser muito menor do que os outros e não fazer contato com o chão.

## Classificação e sistematização

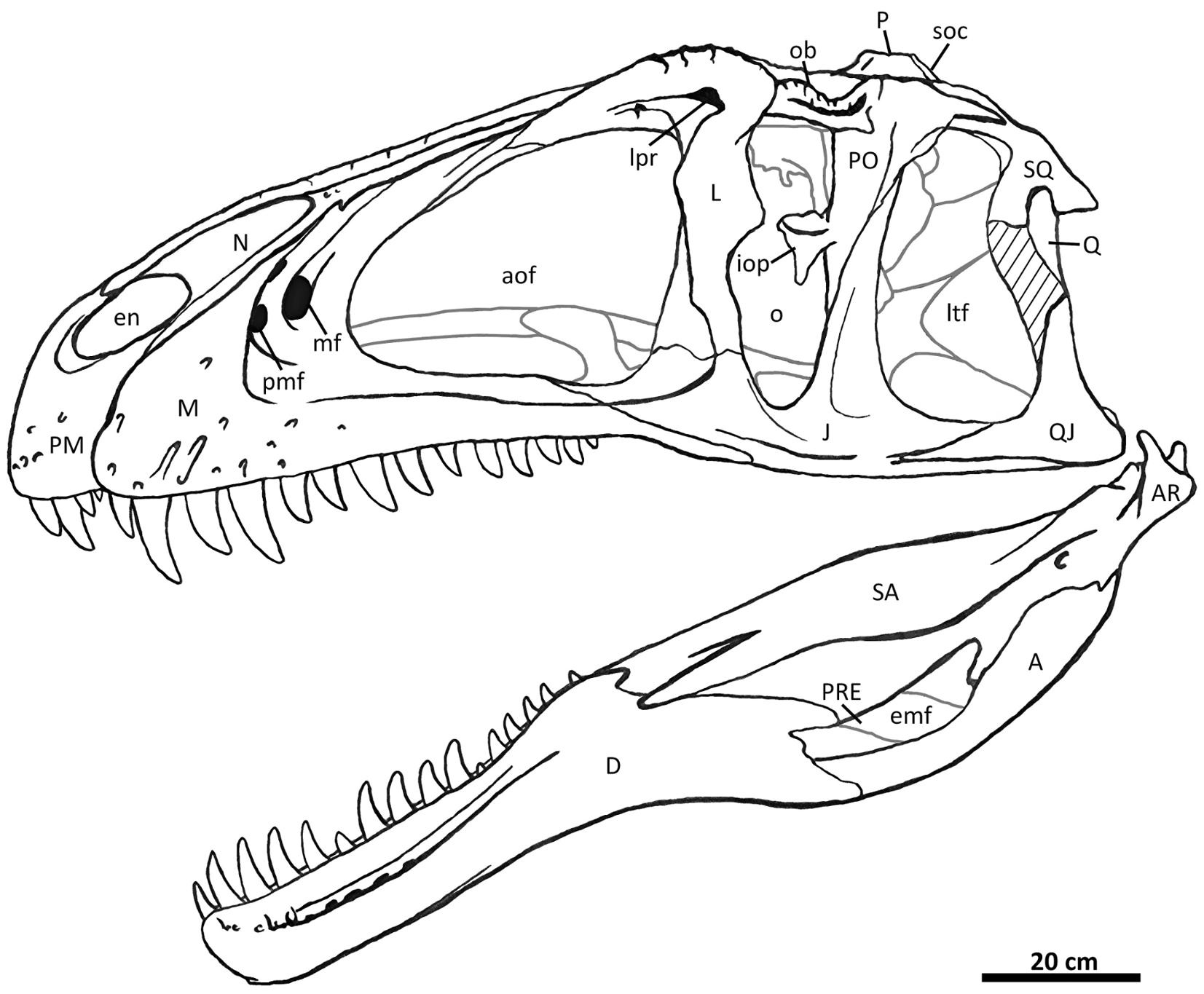
Diagrama craniano do NCSM 14345

O Acrocanthosaurus é classificado na superfamília Allosauroidea dentro da infraordem dos Tetanurae. Esta superfamília é caracterizada por pares de elevações nos ossos nasais e lacrimais no topo do focinho e por altas espinhas neurais nas vértebras cervicais, entre outras características. Ele foi originalmente colocado dentro da família Allosauridae com o Allosaurus, um arranjo suportado por estudos feitos até os anos 2000. Contudo, a maioria dos estudos o apontaram como membro da família Carcharodontosauridae.
Na época da sua descoberta, o Acrocanthosaurus e a maioria dos outros grandes terópodes eram conhecidos apenas por restos fragmentados, levando a grande variabilidade de classificações para esse gênero. Ele foi colocado primeiramente, por J. Willian Stovan e Wann Langston Jr., como um "Antrodemidae", um equivalente ao Allosauridae, todavia foi transferido para a família Megalosauridae por Alfred Sherwood Romer em 1956. Para outros autores, as suas longas espinhas vertebrais sugerem uma relação com o Spinosaurus. Esta interpretação do Acrocanthosaurus como um spinosaurídeo persistiu até a década de 1980 e foi repetida em livros semitécnicos sobre dinossauros da época.
Vértebras com altas espinhas de dinossauros do Cretáceo inferior encontradas na Inglaterra já foram consideradas muito similares àquelas do Acrocanthosaurus, e em 1988 Gregory S. Paul nomeou-os como uma segunda espécie do gênero, A. altispinax. Esses ossos foram originalmente associados ao Altispinax, um terópode inglês que era conhecido somente pelos seus dentes, associação que levou pelo menos um autor a propor que Altispinax fosse, por si só, um sinônimo de Acrocanthosaurus. Essas vértebras foram posteriormente assinaladas como pertencentes a um novo gênero, o Becklespinax, separado tanto do Acrocanthosaurus quanto do Altispinax.
A maioria das análises cladísticas que incluem o Acrocanthosaurus o classificaram como um carcharodontosaurídeo, normalmente em uma posição basal relativa ao Carcharodontosaurus africano e o Giganotosaurus da América do Sul. Tem sido comumente considerado o táxon irmão do igualmente basal Eorcarcharia, também encontrado no continente africano. O Neovenator, descoberto na Inglaterra, tem sido considerado um carcharodontosaurídeo ainda mais basal ou como um membro basal de um grupo irmão chamado Neovenatoridae. Isso sugere que a família se originou na Europa e então se dispersou nos continentes mais ao sul (enquanto se encontravam unidos no supercontinente Gondwana). Caso o Acrocanthosaurus fosse um carcharodontosaurídeo, então a dispersão também teria ocorrido na América do Norte. Todos os carcharodontosaurídeos viveram entre o começo e o meio do Período Cretáceo.

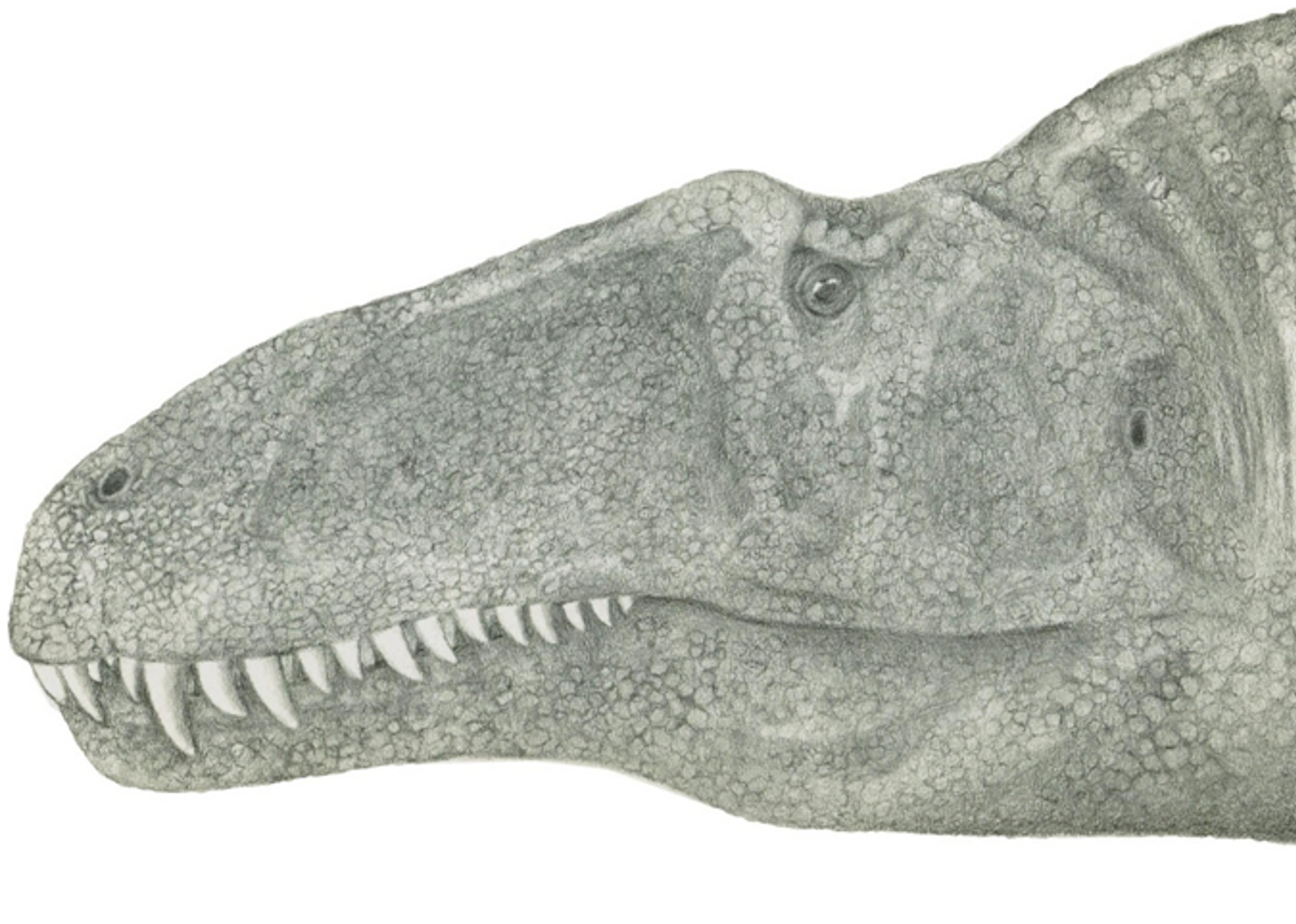
Cabeça restaurada

O cladograma a seguir, feito a partir de Novas et al., 2013, mostra a colocação do Acrocanthosaurus dentro do Carcharodontosauridae.
|  | Tyrannotitan                                                  |
|  |                                                               |
|  | \| \| Mapusaurus \| \| \| \| \| \| Giganotosaurus \| \| \| \| |
|  |                                                               |
|  | Mapusaurus                                                    |
|  |                                                               |
|  | Giganotosaurus                                                |
|  |                                                               |

|  | Mapusaurus     |
|  |                |
|  | Giganotosaurus |
|  |                |

|  | Tyrannotitan                                                  |
|  |                                                               |
|  | \| \| Mapusaurus \| \| \| \| \| \| Giganotosaurus \| \| \| \| |
|  |                                                               |
|  | Mapusaurus                                                    |
|  |                                                               |
|  | Giganotosaurus                                                |
|  |                                                               |

|  | Mapusaurus     |
|  |                |
|  | Giganotosaurus |
|  |                |

|  | Tyrannotitan                                                  |
|  |                                                               |
|  | \| \| Mapusaurus \| \| \| \| \| \| Giganotosaurus \| \| \| \| |
|  |                                                               |
|  | Mapusaurus                                                    |
|  |                                                               |
|  | Giganotosaurus                                                |
|  |                                                               |

|  | Mapusaurus     |
|  |                |
|  | Giganotosaurus |
|  |                |

|  | Tyrannotitan                                                  |
|  |                                                               |
|  | \| \| Mapusaurus \| \| \| \| \| \| Giganotosaurus \| \| \| \| |
|  |                                                               |
|  | Mapusaurus                                                    |
|  |                                                               |
|  | Giganotosaurus                                                |
|  |                                                               |

|  | Mapusaurus     |
|  |                |
|  | Giganotosaurus |
|  |                |

|  | Tyrannotitan                                                  |
|  |                                                               |
|  | \| \| Mapusaurus \| \| \| \| \| \| Giganotosaurus \| \| \| \| |
|  |                                                               |
|  | Mapusaurus                                                    |
|  |                                                               |
|  | Giganotosaurus                                                |
|  |                                                               |

|  | Mapusaurus     |
|  |                |
|  | Giganotosaurus |
|  |                |

|  | Tyrannotitan                                                  |
|  |                                                               |
|  | \| \| Mapusaurus \| \| \| \| \| \| Giganotosaurus \| \| \| \| |
|  |                                                               |
|  | Mapusaurus                                                    |
|  |                                                               |
|  | Giganotosaurus                                                |
|  |                                                               |

|  | Mapusaurus     |
|  |                |
|  | Giganotosaurus |
|  |                |

|  | Tyrannotitan                                                  |
|  |                                                               |
|  | \| \| Mapusaurus \| \| \| \| \| \| Giganotosaurus \| \| \| \| |
|  |                                                               |
|  | Mapusaurus                                                    |
|  |                                                               |
|  | Giganotosaurus                                                |
|  |                                                               |

|  | Mapusaurus     |
|  |                |
|  | Giganotosaurus |
|  |                |

|  | Tyrannotitan                                                  |
|  |                                                               |
|  | \| \| Mapusaurus \| \| \| \| \| \| Giganotosaurus \| \| \| \| |
|  |                                                               |
|  | Mapusaurus                                                    |
|  |                                                               |
|  | Giganotosaurus                                                |
|  |                                                               |

|  | Mapusaurus     |
|  |                |
|  | Giganotosaurus |
|  |                |

|  | Tyrannotitan                                                  |
|  |                                                               |
|  | \| \| Mapusaurus \| \| \| \| \| \| Giganotosaurus \| \| \| \| |
|  |                                                               |
|  | Mapusaurus                                                    |
|  |                                                               |
|  | Giganotosaurus                                                |
|  |                                                               |

|  | Mapusaurus     |
|  |                |
|  | Giganotosaurus |
|  |                |

|  | Tyrannotitan                                                  |
|  |                                                               |
|  | \| \| Mapusaurus \| \| \| \| \| \| Giganotosaurus \| \| \| \| |
|  |                                                               |
|  | Mapusaurus                                                    |
|  |                                                               |
|  | Giganotosaurus                                                |
|  |                                                               |

|  | Mapusaurus     |
|  |                |
|  | Giganotosaurus |
|  |                |

|  | Tyrannotitan                                                  |
|  |                                                               |
|  | \| \| Mapusaurus \| \| \| \| \| \| Giganotosaurus \| \| \| \| |
|  |                                                               |
|  | Mapusaurus                                                    |
|  |                                                               |
|  | Giganotosaurus                                                |
|  |                                                               |

|  | Mapusaurus     |
|  |                |
|  | Giganotosaurus |
|  |                |

|  | Tyrannotitan                                                  |
|  |                                                               |
|  | \| \| Mapusaurus \| \| \| \| \| \| Giganotosaurus \| \| \| \| |
|  |                                                               |
|  | Mapusaurus                                                    |
|  |                                                               |
|  | Giganotosaurus                                                |
|  |                                                               |

|  | Mapusaurus     |
|  |                |
|  | Giganotosaurus |
|  |                |

|  | Tyrannotitan                                                  |
|  |                                                               |
|  | \| \| Mapusaurus \| \| \| \| \| \| Giganotosaurus \| \| \| \| |
|  |                                                               |
|  | Mapusaurus                                                    |
|  |                                                               |
|  | Giganotosaurus                                                |
|  |                                                               |

|  | Mapusaurus     |
|  |                |
|  | Giganotosaurus |
|  |                |

|  | Tyrannotitan                                                  |
|  |                                                               |
|  | \| \| Mapusaurus \| \| \| \| \| \| Giganotosaurus \| \| \| \| |
|  |                                                               |
|  | Mapusaurus                                                    |
|  |                                                               |
|  | Giganotosaurus                                                |
|  |                                                               |

|  | Mapusaurus     |
|  |                |
|  | Giganotosaurus |
|  |                |

|  | Tyrannotitan                                                  |
|  |                                                               |
|  | \| \| Mapusaurus \| \| \| \| \| \| Giganotosaurus \| \| \| \| |
|  |                                                               |
|  | Mapusaurus                                                    |
|  |                                                               |
|  | Giganotosaurus                                                |
|  |                                                               |

|  | Mapusaurus     |
|  |                |
|  | Giganotosaurus |
|  |                |

|  | Tyrannotitan                                                  |
|  |                                                               |
|  | \| \| Mapusaurus \| \| \| \| \| \| Giganotosaurus \| \| \| \| |
|  |                                                               |
|  | Mapusaurus                                                    |
|  |                                                               |
|  | Giganotosaurus                                                |
|  |                                                               |

|  | Mapusaurus     |
|  |                |
|  | Giganotosaurus |
|  |                |

|  | Tyrannotitan                                                  |
|  |                                                               |
|  | \| \| Mapusaurus \| \| \| \| \| \| Giganotosaurus \| \| \| \| |
|  |                                                               |
|  | Mapusaurus                                                    |
|  |                                                               |
|  | Giganotosaurus                                                |
|  |                                                               |

|  | Mapusaurus     |
|  |                |
|  | Giganotosaurus |
|  |                |

|  | Tyrannotitan                                                  |
|  |                                                               |
|  | \| \| Mapusaurus \| \| \| \| \| \| Giganotosaurus \| \| \| \| |
|  |                                                               |
|  | Mapusaurus                                                    |
|  |                                                               |
|  | Giganotosaurus                                                |
|  |                                                               |

|  | Mapusaurus     |
|  |                |
|  | Giganotosaurus |
|  |                |

|  | Tyrannotitan                                                  |
|  |                                                               |
|  | \| \| Mapusaurus \| \| \| \| \| \| Giganotosaurus \| \| \| \| |
|  |                                                               |
|  | Mapusaurus                                                    |
|  |                                                               |
|  | Giganotosaurus                                                |
|  |                                                               |

|  | Mapusaurus     |
|  |                |
|  | Giganotosaurus |
|  |                |

|  | Tyrannotitan                                                  |
|  |                                                               |
|  | \| \| Mapusaurus \| \| \| \| \| \| Giganotosaurus \| \| \| \| |
|  |                                                               |
|  | Mapusaurus                                                    |
|  |                                                               |
|  | Giganotosaurus                                                |
|  |                                                               |

|  | Mapusaurus     |
|  |                |
|  | Giganotosaurus |
|  |                |

|  | Tyrannotitan                                                  |
|  |                                                               |
|  | \| \| Mapusaurus \| \| \| \| \| \| Giganotosaurus \| \| \| \| |
|  |                                                               |
|  | Mapusaurus                                                    |
|  |                                                               |
|  | Giganotosaurus                                                |
|  |                                                               |

|  | Mapusaurus     |
|  |                |
|  | Giganotosaurus |
|  |                |

|  | Tyrannotitan                                                  |
|  |                                                               |
|  | \| \| Mapusaurus \| \| \| \| \| \| Giganotosaurus \| \| \| \| |
|  |                                                               |
|  | Mapusaurus                                                    |
|  |                                                               |
|  | Giganotosaurus                                                |
|  |                                                               |

|  | Mapusaurus     |
|  |                |
|  | Giganotosaurus |
|  |                |

|  | Tyrannotitan                                                  |
|  |                                                               |
|  | \| \| Mapusaurus \| \| \| \| \| \| Giganotosaurus \| \| \| \| |
|  |                                                               |
|  | Mapusaurus                                                    |
|  |                                                               |
|  | Giganotosaurus                                                |
|  |                                                               |

|  | Mapusaurus     |
|  |                |
|  | Giganotosaurus |
|  |                |

|  | Tyrannotitan                                                  |
|  |                                                               |
|  | \| \| Mapusaurus \| \| \| \| \| \| Giganotosaurus \| \| \| \| |
|  |                                                               |
|  | Mapusaurus                                                    |
|  |                                                               |
|  | Giganotosaurus                                                |
|  |                                                               |

|  | Mapusaurus     |
|  |                |
|  | Giganotosaurus |
|  |                |

|  | Tyrannotitan                                                  |
|  |                                                               |
|  | \| \| Mapusaurus \| \| \| \| \| \| Giganotosaurus \| \| \| \| |
|  |                                                               |
|  | Mapusaurus                                                    |
|  |                                                               |
|  | Giganotosaurus                                                |
|  |                                                               |

|  | Mapusaurus     |
|  |                |
|  | Giganotosaurus |
|  |                |

|  | Tyrannotitan                                                  |
|  |                                                               |
|  | \| \| Mapusaurus \| \| \| \| \| \| Giganotosaurus \| \| \| \| |
|  |                                                               |
|  | Mapusaurus                                                    |
|  |                                                               |
|  | Giganotosaurus                                                |
|  |                                                               |

|  | Mapusaurus     |
|  |                |
|  | Giganotosaurus |
|  |                |

|  | Tyrannotitan                                                  |
|  |                                                               |
|  | \| \| Mapusaurus \| \| \| \| \| \| Giganotosaurus \| \| \| \| |
|  |                                                               |
|  | Mapusaurus                                                    |
|  |                                                               |
|  | Giganotosaurus                                                |
|  |                                                               |

|  | Mapusaurus     |
|  |                |
|  | Giganotosaurus |
|  |                |

|  | Tyrannotitan                                                  |
|  |                                                               |
|  | \| \| Mapusaurus \| \| \| \| \| \| Giganotosaurus \| \| \| \| |
|  |                                                               |
|  | Mapusaurus                                                    |
|  |                                                               |
|  | Giganotosaurus                                                |
|  |                                                               |

|  | Mapusaurus     |
|  |                |
|  | Giganotosaurus |
|  |                |

|  | Tyrannotitan                                                  |
|  |                                                               |
|  | \| \| Mapusaurus \| \| \| \| \| \| Giganotosaurus \| \| \| \| |
|  |                                                               |
|  | Mapusaurus                                                    |
|  |                                                               |
|  | Giganotosaurus                                                |
|  |                                                               |

|  | Mapusaurus     |
|  |                |
|  | Giganotosaurus |
|  |                |

|  | Tyrannotitan                                                  |
|  |                                                               |
|  | \| \| Mapusaurus \| \| \| \| \| \| Giganotosaurus \| \| \| \| |
|  |                                                               |
|  | Mapusaurus                                                    |
|  |                                                               |
|  | Giganotosaurus                                                |
|  |                                                               |

|  | Mapusaurus     |
|  |                |
|  | Giganotosaurus |
|  |                |

|  | Tyrannotitan                                                  |
|  |                                                               |
|  | \| \| Mapusaurus \| \| \| \| \| \| Giganotosaurus \| \| \| \| |
|  |                                                               |
|  | Mapusaurus                                                    |
|  |                                                               |
|  | Giganotosaurus                                                |
|  |                                                               |

|  | Mapusaurus     |
|  |                |
|  | Giganotosaurus |
|  |                |

|  | Tyrannotitan                                                  |
|  |                                                               |
|  | \| \| Mapusaurus \| \| \| \| \| \| Giganotosaurus \| \| \| \| |
|  |                                                               |
|  | Mapusaurus                                                    |
|  |                                                               |
|  | Giganotosaurus                                                |
|  |                                                               |

|  | Mapusaurus     |
|  |                |
|  | Giganotosaurus |
|  |                |

## Descoberta e etimologia

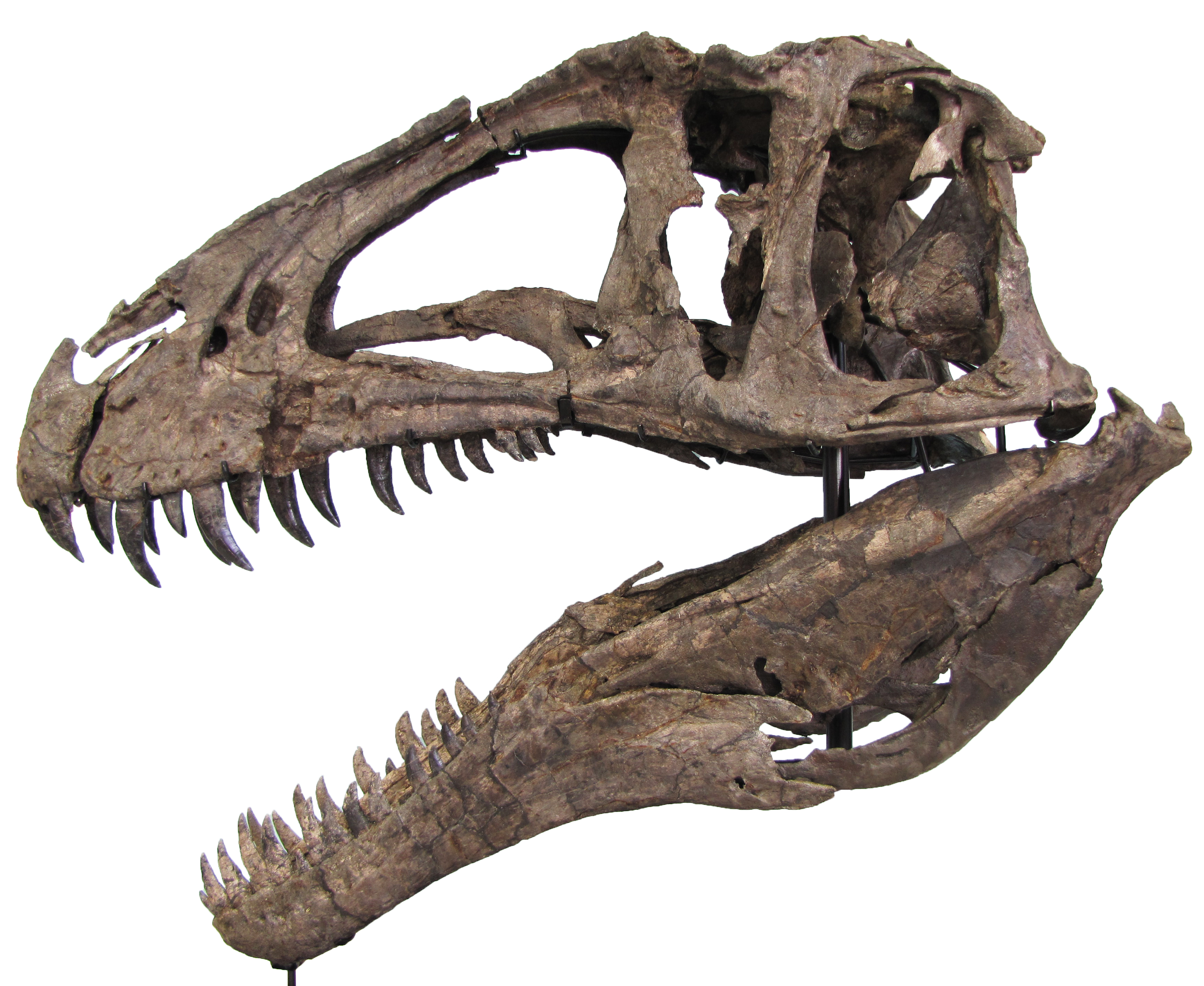
Crânio do NCSM 14345, North Carolina Museum of Natural Sciences

O nome Acrocanthosaurus vem do grego ɑκρɑ/akra (alto), ɑκɑνθɑ/akantha (espinho ou espinha) e σɑʊρος/sauros (lagarto), fazendo referência às suas longas espinhas. Existe uma espécie (A. atokensis), a qual foi nomeada em referência a Atoka County, em Oklahoma, onde os espécimes foram originalmente encontrados. O nome foi cunhado em 1950 pelos paleontologistas estadunidenses J. Willis Stovall e Wann Langston Jr. Langston propôs o nome Acracanthus atokaensis para o gênero e espécie em sua não publicada tese de mestrado de 1947, porém foi trocado para Acrocanthosaurus atokensis para sua publicação formal.
O holótipo e o parátipo (OMNH 10146 e OMNH 10147), descobertos no início da década de 1940 e descritos ao mesmo tempo em 1950, consistem em dois esqueletos parciais e um fragmento de um material craniano encontrados na Formação Antlers, em Oklahoma. Dois espécimes muito mais completos foram descritos em 1990. O primeiro (SMU 74646) é um esqueleto parcial, faltando a maior parte do crânio, recuperado na Formação Twin Mountains do Texas, e atualmente faz parte da coleção do Fort Worth Museum of Science and History. Um esqueleto ainda mais completo (NCSM 14345, apelidado "Fran") foi recuperado da Formação Antlers, em Oklahoma, por Cephis Hall e Sid Love, preparado pelo Black Hills Institute em Dakota do Sul, e agora está guardado no North Carolina Museum of Natural Sciences, em Raleigh. Esse espécime é o maior e contém os únicos crânios e membros anteriores completos. Os elementos esqueléticos do OMNH 10147 são de tamanho próximo a ossos comparáveis do NCSM 14345, indicando animais de tamanhos próximos, enquanto o holótipo e o SMU 74646 são significativamente menores.
A presença do Acrocanthosaurus na Formação Cloverly foi apontada em 2012 com a descrição de outro esqueleto parcial (UM 20796). Este espécime, que consiste em partes de duas vértebras, ossos púbicos parciais, um fêmur, uma fíbula parcial e fragmentos, representa um juvenil. Esses fragmentos foram encontrados em um sítio arqueológico no Bighorn Basin na região norte-central de Wyoming, e foi achado ao lado de uma escápula pertencente a um Sauroposeidon. Outro sortimento de fragmentos de terópode encontrados na formação podem pertencer ao Acrocanthosaurus, que talvez seja o único grande terópode na Formação Cloverly.
Outros indícios de Acrocanthosaurus foram encontrados fora dos estados de Oklahoma, Wyoming e Texas. Um dente no sudeste do Arizona é referido ao gênero, e marcas de dente coincidindo com aqueles do Acrocanthosaurus foram encontradas em ossos de saurópodes da mesma área. Diversos dentes encontrados na Formação Arundel, em Maryland, foram descritos como quase idênticos àqueles do Acrocanthosaurus e podem indicar um representante do gênero mais ao leste. Muitos outros dentes e ossos de várias formações geológicas ao longo do oeste do Estados Unidos também foram referidos ao Acrocanthosaurus, contudo a maioria foi erroneamente identificada; todavia, há falta de concordância na avaliação dos fósseis da Formação Cloverly.

## Paleobiologia

### Crescimento e longevidade

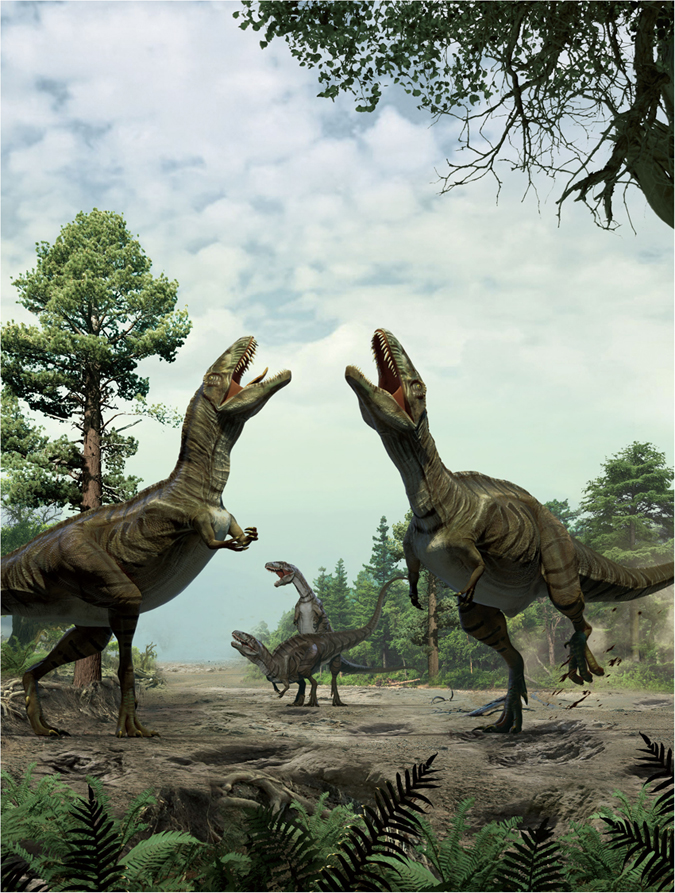
Representação do Acrocanthosaurus engajando em comportamento de corte

Pelas características dos ossos do holótipo OMNH 10146 e do NCSM 14345, é estimado que o Acrocanthosaurus necessitava de ao menos 12 anos para se desenvolver completamente. Esse número pode ser muito maior porque no processo de remodulação óssea e do crescimento da cavidade medular algumas linhas de Harris foram perdidas. Contando com estas linhas, o Acrocanthosaurus precisaria de 18 a 24 anos para estar na idade madura.

### Função dos membros anteriores
Como os da maioria dos outros terópodes não alados, os membros anteriores do Acrocanthosaurus  não faziam contato com o solo e não eram utilizados para locomoção; em vez disso, eles tinham função predatória. A descoberta de um desses completo (NCSM 14345) permitiu a primeira análise da função e do alcance do movimento do membro anterior do Acrocanthosaurus. O estudo examinou as superfícies dos ossos que teriam servido de área de articulação com outros para determinar o quanto essas juntas poderiam se mover sem que se deslocassem. Em várias juntas, os ossos não se encaixam exatamente, o que indica a presença de uma quantidade considerável de cartilagem entre elas, como é visto em arcossauromorfos modernos. Entre outras coisas, o estudo sugere que, numa posição de descanso, esses membros ficariam pendurados nos ombros com os úmeros inclinados levemente para trás, os cotovelos dobrados e as garras apontando para dentro. O ombro do Acrocanthosaurus tinha um ângulo de movimentação limitado comparado ao dos humanos.O braço não conseguia fazer um círculo completo, contudo podia retrair (ir para trás) a até 109° em relação à vertical, assim, o úmero poderia estar numa angulação que o deixasse levemente para cima. A protração (movimento para frente) era limitada a chegar até 24° em relação à vertical. O membro era impossibilitado de ficar na vertical pelo processo de adução, mas podia chegar a até 9° acima da horizontal pela abdução. O movimento do cotovelo também era limitado se comparado ao humano, com um ângulo total de movimento de apenas 57°.O braço não podia se estender totalmente, nem podia se flexionar muito longe, com o úmero impossibilitado de formar um ângulo reto com o antebraço. O rádio e a ulna eram presos um ao outro, logo, ele não poderia fazer movimentos de pronação ou de supinação, como em antebraços humanos.

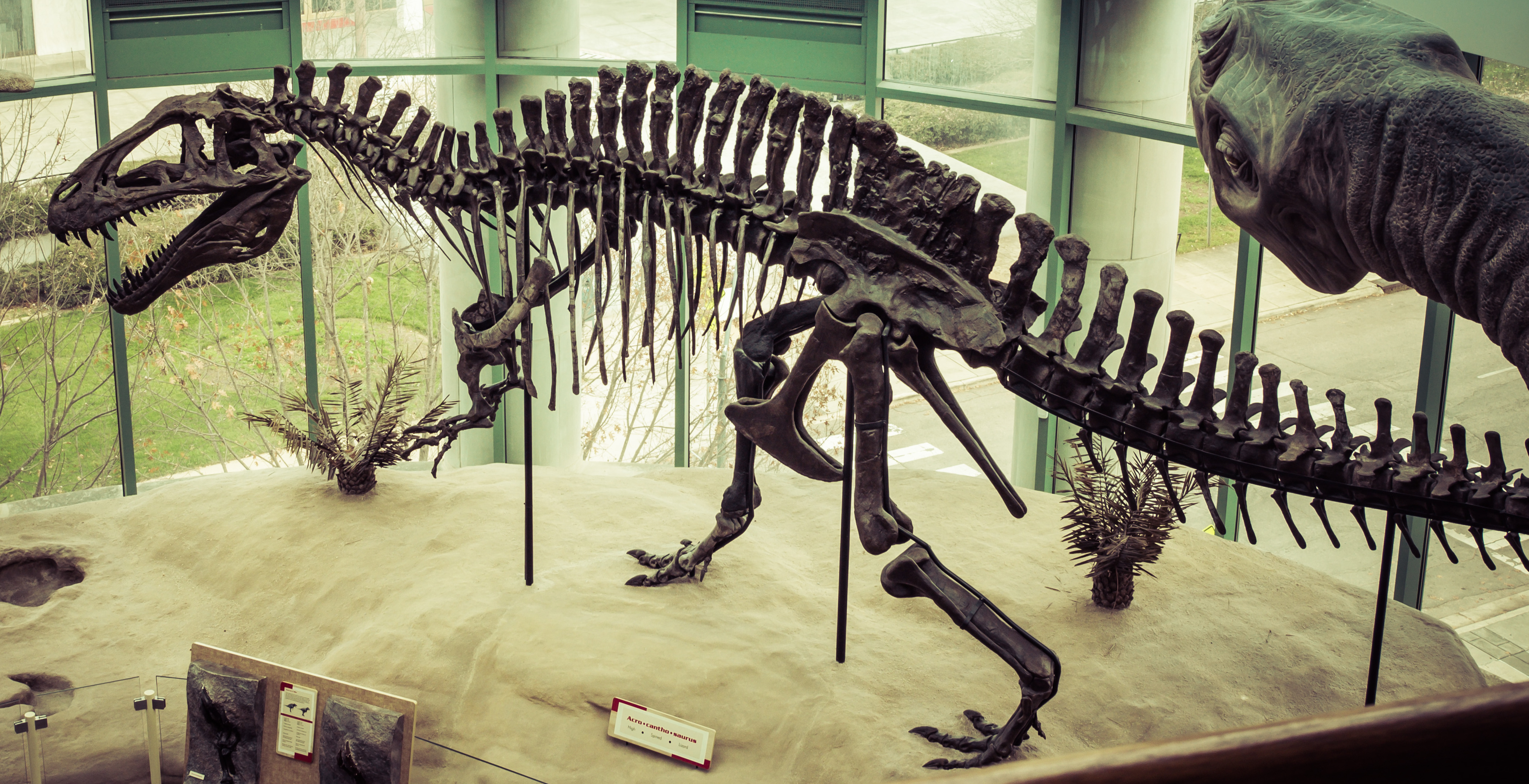
Montagem de um Acrocanthosaurus vista de cima

Nenhum dos ossos do carpo se encaixava precisamente, o que sugere uma grande quantidade de cartilagem no pulso, o que poderia tê-lo deixado rígido. Todos os seus dedos eram hiperestendidos (inclinados para trás), até quase tocar o pulso. Quando dobrados, o dedo do meio se juntaria ao primeiro, enquanto o terceiro viraria para dentro. O primeiro dedo da mão tinha a garra mais longa, e estava permanentemente dobrado para que ela estivesse curvada em direção ao lado de baixo da mão (palma). De forma parecida, a garra do meio possivelmente também ficava dobrada de forma permanente, enquanto a terceira, que era a menor delas, poderia se estender e contrair.
Depois de determinar os ângulos de movimento das juntas dos membros anteriores, o estudo começou a criar hipóteses sobre o comportamento predatório do Acrocanthosaurus. Os membros não podiam se inclinar muito longe, incapazes até de arranhar o pescoço do próprio animal. Então, era improvável que eles fossem utilizados para a captura da presa, o que o Acrocanthosaurus provavelmente fazia com a boca enquanto caçava. Por outro lado, os mesmos conseguiam puxar em direção ao corpo do animal com uma grande força. Uma vez que a presa estivesse capturada em sua boca, os membros poderiam se retrair, segurando-a fortemente junto ao corpo do terópode, prevenindo o escape. Na tentativa de se afastar, ela seria cada vez mais profundamente empalada pelas duas primeiras garras. A extrema hiperextensão dos dedos pode ter sido uma adaptação que permitia ao Acrocanthosaurus segurar suas presas sem a possibilidade de deslocamento. Uma vez que a caça estivesse presa contra seu corpo, o Acrocanthosaurus poderia estraçalhá-la com sua mandíbula. Outra possibilidade seria que o Acrocanthosaurus segurasse a presa em sua boca enquanto retraía repetidamente seus membros, arrancando grandes pedaços com suas garras. Outras teorias, menos prováveis, sugerem que o ângulo de movimento dos membros permitia agarrar ao lado de um saurópode de menor estatura e escalá-lo, para ficar por cima dele, contudo, apesar de o comportamento de escalada ser observado em outros terópodes, como o Archaeopterix, é improvável que o Acrocanthosaurus o apresentasse, por ter pernas mais robustas comparado a outros terópodes de estrutura similar.

### Estrutura cerebral e do ouvido interno

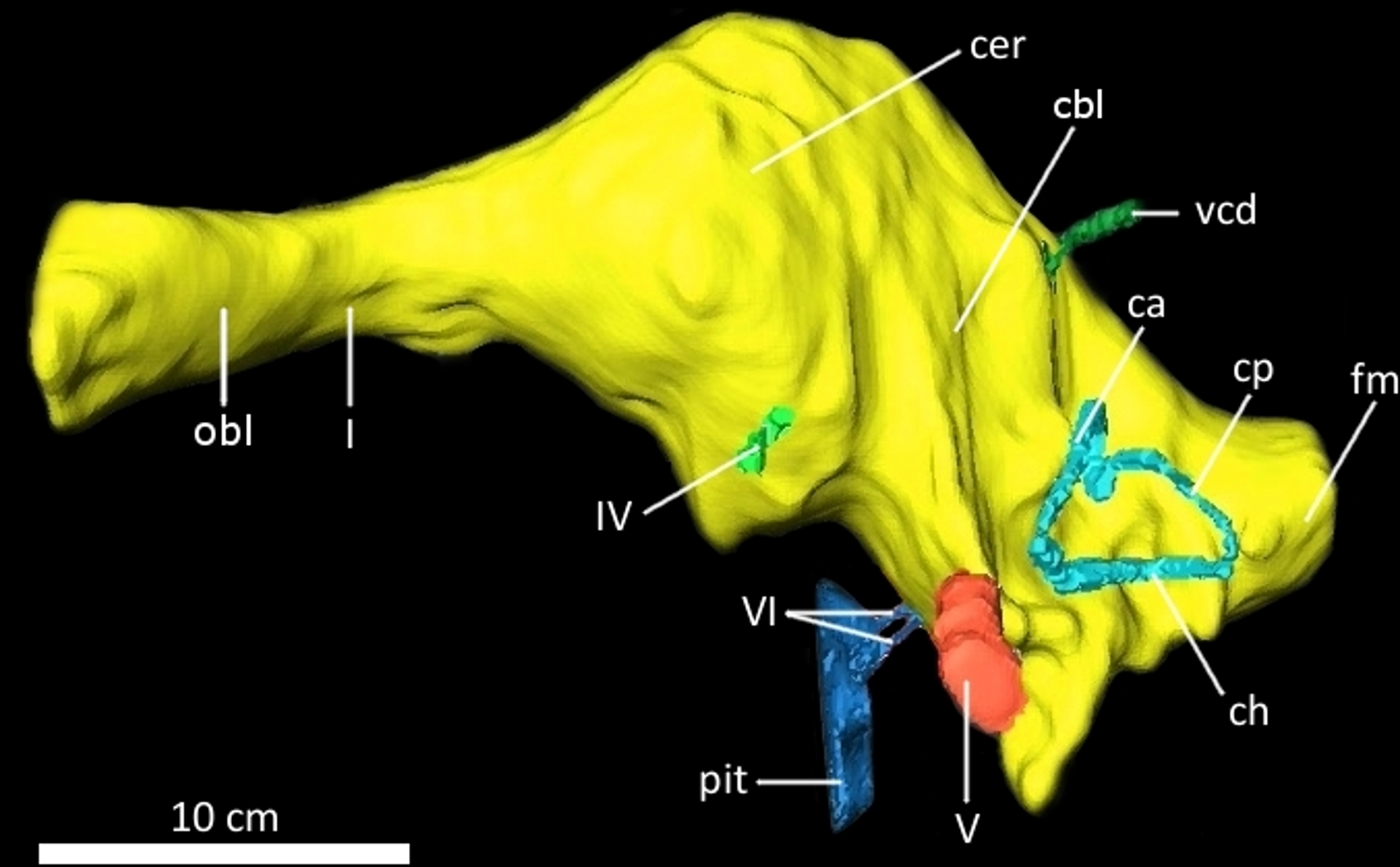
Molde da parte interna do crânio do espécime NCSM 14345

Em 2005, cientistas reconstruíram um molde interno da cavidade craniana do Acrocanthosaurus usando a tomografia computatorizada (TAC) para analisar o espaço dentro do crânio do holótipo (OMNH 10146). Em vida, a maior parte do espaço estaria preenchida com as meninges e com o fluido cerebrospinal, juntamente com o próprio cérebro. Contudo, as características gerais do cérebro e dos nervos cranianos puderam ser determinadas a partir do molde e comparando com os de outros moldes de terópodes. Apesar das semelhanças com outros terópodes, o cérebro do Acrocanthosaurus era mais parecido com o dos alossaurídeos. Todavia, essa similaridade era ainda maior com os cérebros do Carcharodontossaurus e do Giganotosaurus do que com os do Allosaurus e do Sinraptor, reforçando a hipótese de que o Acrocanthosaurus era um carcharodontosaurídeo.
O cérebro era levemente sigmoide (em formato de "S"), sem grande expansão dos hemisférios cerebrais, mais parecido com um crocodilo do que com uma ave. Isto é condizente com o caráter conservador dos cérebros de terópodes não celurossauros. O Acrocanthosaurus tinha bulbos olfatórios grandes e bulbosos, indicando um bom faro. Reconstruindo os canais semicirculares do ouvido, os quais controlam o equilíbrio, mostrou-se que a cabeça era mantida num ângulo de 25° abaixo da horizontal. Isso foi determinado posicionando o molde para que o canal semicircular lateral estivesse paralelo ao chão, que é a posição usual quando o animal está em estado de alerta.

### Possíveis pegadas

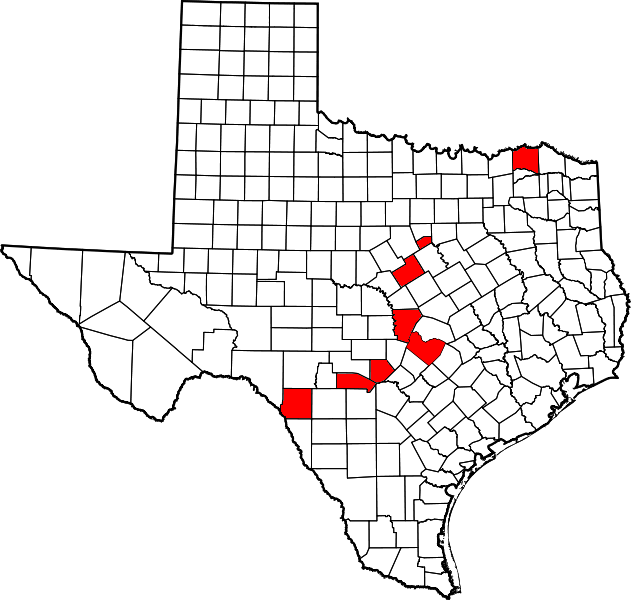
Alguns condados do Texas onde vestígios de terópodes de grande porte foram encontrados na Formação Glen Rose

A Formação Glen Rose, na região central do Texas, preserva diversas pegadas de dinossauros, inclusive pegadas de terópodes grandes e com três dedos. Os vestígios fósseis mais famosos foram encontrados ao longo do Rio Paluxy, no Dinosaur Valley State Park, uma seção que está agora em exibição no Museu Americano de História Natural, em Nova Iorque, apesar de diversos outros sítios pelo estado terem sido descritos em periódicos. É impossível determinar que animal deixou esses rastros, já que nenhum osso fossilizado foi associado a eles. Entretanto, cientistas têm considerado serem possíveis pegadas feitas por um Acrocanthosaurus. Um estudo feito em 2001 comparou as pegadas encontradas em Glen Rose àquelas de diversos grandes terópodes, mas não conseguiram atribuí-las a nenhum gênero específico. Porém, o estudo concluiu que os rastros estavam dentro do tamanho e formato esperados para os deixados por um Acrocanthosaurus. Pela proximidade entre a Formação Glen Rose, a Formação Antlers e a Formação Twin Mountains, tanto em localização geográfica quanto em idade geológica, além do fato de o único terópode de grande porte conhecido a habitar essas formações ser o Acrocanthosaurus, o estudo concluiu que este dinossauro carnívoro é o mais provável autor das pegadas.
O famoso vestígio de Glen Rose, que está em exposição na cidade de Nova Iorque, inclui pegadas de terópodes pertencentes a diversos indivíduos, que se moviam na mesma direção que, em média, doze saurópodes. Algumas das marcas deixadas pelos terópodes se encontram em cima daquelas dos saurópodes, o que indica que elas foram feitas posteriormente. Isso foi colocado como evidência de que um pequeno grupo de Acrocanthosaurus estava perseguindo uma manada de saurópodes. Apesar de interessante e plausível, é difícil comprovar essa hipótese, e outras explicações existem. Por exemplo, vários terópodes solitários podem ter se movido na mesma direção, mas em momentos diferentes, depois que os saurópodes tivessem passado, criando a aparência de um grupo perseguindo sua presa. O mesmo pode ser dito sobre a suposta "manada" de saurópodes, que também poderia não estar se movendo como um grupo. Num ponto em que há um cruzamento de caminhos, em um dos vestígios feitos pelos terópodes falta uma pegada, o que tem sido citado como uma evidência de um ataque. Contudo, outros cientistas duvidam quanto à validade dessa interpretação, já que o saurópode em questão não altera sua marcha, o que seria esperado caso houvesse um grande predador pendurado em seu corpo.

### Patologia
O crânio do holótipo do Acrocanthosaurus atokensis mostra um leve osteocondroma na região esquamosal. A espinha neural da décima-primeira vértebra estava fraturada e curada, enquanto a da terceira vértebra da cauda tinha uma pouco usual estrutura em forma de anzol.

## Paleoecologia

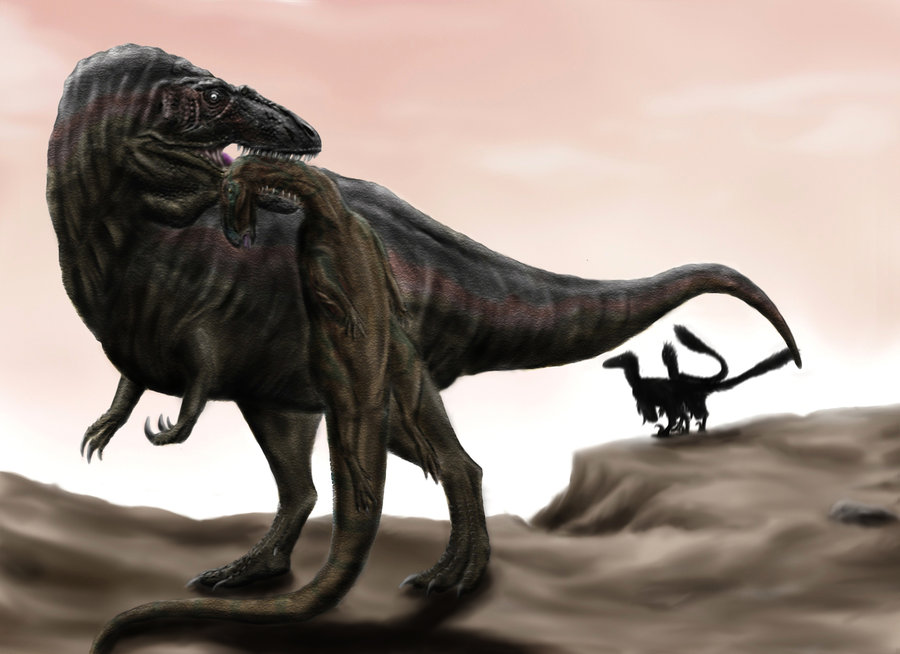
Um Acrocanthosaurus carregando a carcaça de um Tenontosaurus para longe de um par de Deinonychus

Fósseis que definitivamente pertencem ao Acrocanthosaurus foram encontrados na Formação Twin Mountains do norte texano, na Formação Antlers do sul de Oklahoma e na Formação Cloverly, no centro-norte de Wyoming. Outros fósseis que possivelmente pertenceram a ele foram achados na Formação Arundel, em Maryland, e na Flórida. Essas formações geológicas não foram datadas de forma radiométrica, mas cientistas usaram a bioestratigrafia para estimar sua idade. Baseado nas mudanças no táxon Ammonoidea, os limites entre os estágios Aptiano e Albiano do Cretáceo Inferior foram localizados junto à Formação Glen Rose, que pode conter pegadas de Acrocanthosaurus e fica logo acima da Formação Twin Mountains. Isso indica que a Formação Twin Mountains fica, em sua completude, no estágio Aptiano, que durou de 125 a 112 milhões de anos atrás. A Formação Antlers contém fósseis de Deinonychus e Tenontosaurus, dois gêneros de dinossauros também encontrados na Formação Cloverly, a qual, submetida a datação radiométrica, foi identificada como pertencente aos períodos Aptiano e Albiano, sugerindo uma idade similar para a Antlers. Com tudo isso, é provável que o Acrocanthosaurus tenha vivido entre 125 e 100 milhões de anos atrás.
Durante esse tempo, a área preservada nas formações Twin Mountains e Antlers era uma grande várzea, que drenava de um raso mar isolado. Alguns milhões de anos depois, esse mar se expandiria para o norte, tornando-se o Mar Interior Ocidental e dividindo a América do Norte em duas por quase todo o Cretáceo Superior. A Formação Glen Rose representa um ambiente costeiro, com possíveis vestígios de Acrocanthosaurus preservados em lodaçais ao longo da antiga borda costeira. Sendo o Acrocanthosaurus um grande predador, é esperado que cada indivíduo ocupasse uma grande área e vivesse em ambientes diversos. Presas potenciais para ele incluem saurópodes como o Astrodon ou possivelmente até o enorme Sauroposeidon, assim como grandes ornitópodes como o Tenontosaurus. O terópode Deinonychus também espreitava a área, porém, com apenas 3 metros (10 pés) de comprimento, provavelmente representava competição mínima ou até mesmo servia de alimento para o Acrocanthosaurus.